# Aleksander Fjodorovič Mošin
Aleksander Fjodorovič Mošin (rusko Александр Фёдорович Мошин), sovjetski častnik, vojaški pilot, preizkusni pilot, letalski as in heroj Sovjetske zveze, * 28. avgust 1917, † 13. julij 1943.
Mošin je v svoji vojaški službi dosegel 13 samostojnih in 3 skupne zračne zmage.

## Življenjepis
Med sovjetsko-japonsko mejno vojno leta 1939 je bil pripadnik 56. lovskega letalskega polka, kjer je dosegel 2 samostojni in 3 skupne zračne zmage.
Nato je sodeloval še v zimski vojni, kjer pa ni sestrelil nobenih sovražnikov.
Leta 1939 je nato postal preizkusni pilot, nato pa je bil leta 1940 poslan v 402. lovski letalski polk; s tem polkom se je boril tudi na začetku druge svetovne vojne.
Med vojno je bil nato še pripadnik 51. lovskega in 32. gardnega lovskega letalskega polka.
V svoji karieri je letal predvsem na I-16.

## Odlikovanja
- heroj Sovjetske zveze